# Jordan Williams (basket-ball)
Pour les articles homonymes, voir Jordan Williams et Williams.
Jordan Williams, né le 11 octobre 1990 à Torrington, dans le Connecticut, est un joueur américain de basket-ball. Il joue au poste d'ailier fort.